# Florentina Holzinger

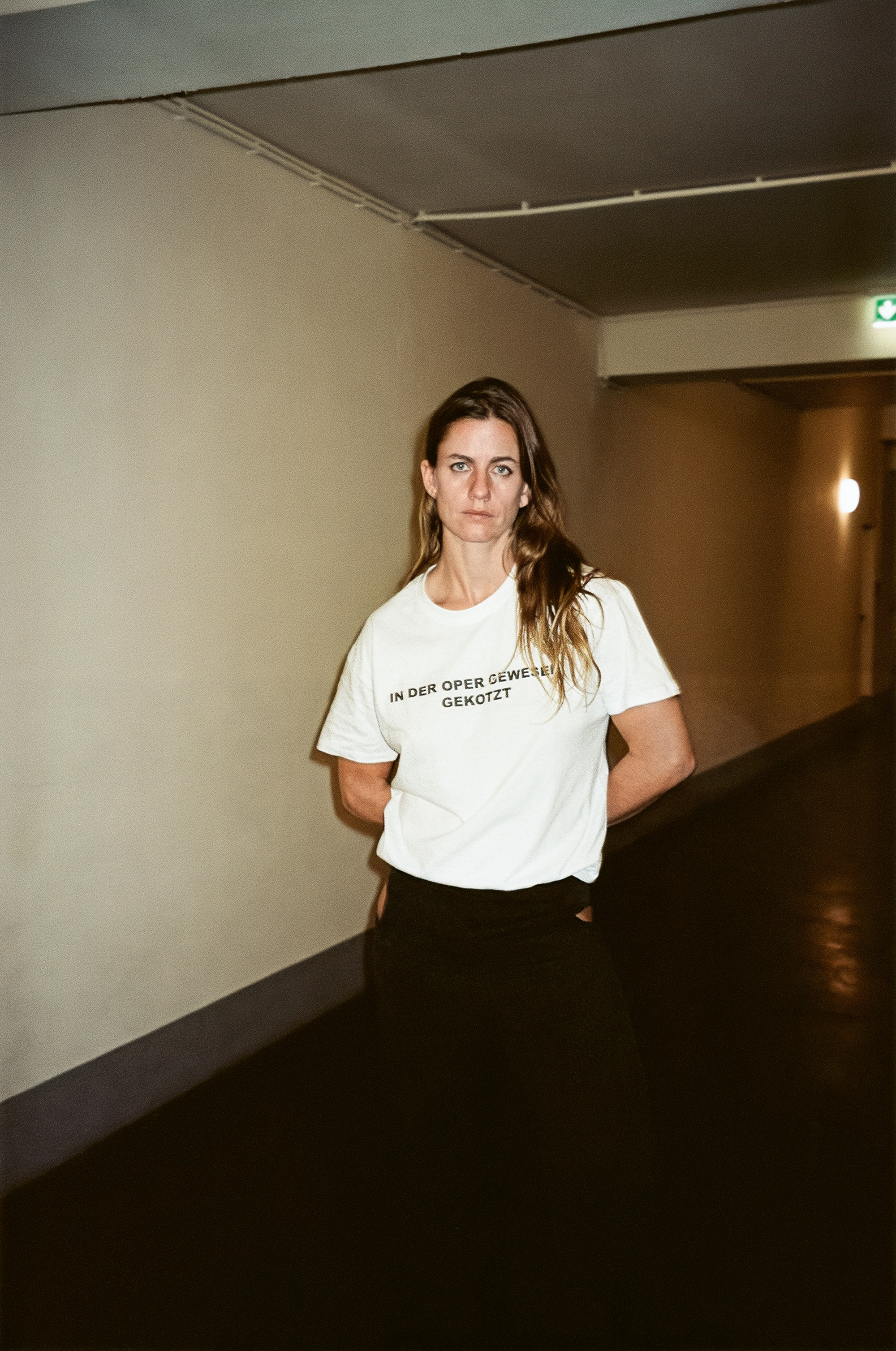
Florentina Holzinger (2024)

Florentina Holzinger (* 8. Jänner 1986 in Wien) ist eine österreichische Choreografin und Performancekünstlerin.

## Leben
Florentina Holzinger studierte Choreografie an der School for New Dance Development (SNDO) der Amsterdamse Hogeschool voor de Kunsten. Ihr Solo-Abschlussstück Silk gewann 2012 beim Wiener Tanz- und Performancefestival ImPulsTanz den Prix Jardin d’Europe. Seit 2011 präsentiert sie eigene Produktionen, die von Soloprojekten bis zu Choreografien für größere Ensembles reichen.

## Werk
Holzingers Inszenierungen greifen teils Themen des klassischen Balletts auf, so z. B. Apollon musagète (Igor Strawinsky, 1928) für Apollon und La Sylphide (Jean Schneitzhoeffer, 1832) für Tanz, die sie aber mit Elementen aus Akrobatik, Kampfsport, Stunts, Splatter und Sideshow zwischen Unterhaltung, Trash und Hochkultur positioniert. Ein „Wesenszug von Holzingers Performances“ sei „die umfassende Emanzipation des weiblichen Körpers als Ausdrucksmittel“, so Egbert Tholl von der Süddeutschen Zeitung. Stilbildende Elemente sind Nacktheit und körperliche Grenzerfahrungen als Spiegel einer von Frauen durch gesellschaftliche Rahmenbedingungen erfahrenen Gewalt.
Ihre Produktion Tanz wurde ans Berliner Theatertreffen 2020 eingeladen. René Pollesch, der 2021 Intendant der Volksbühne Berlin wurde, holte Holzinger an das Haus. Ihre mehrfach ausgezeichnete Inszenierung Ophelia's Got Talent wurde 2022 uraufgeführt. Mit ihrer Darstellung in Ophelia's Got Talent gewann die Schauspielerin Saioa Alvarez Ruiz den Nestroy-Theaterpreis als beste Schauspielerin des Jahres 2023.
Ihre erste Opernproduktion – SANCTA, nach Hindemiths Sancta Susanna – gelangte am 30. Mai 2024 am Mecklenburgischen Staatstheater Schwerin zur Premiere. Der Einakter wurde mittels geistlichen Werken und Neukompositionen von Johanna Doderer, Born in Flamez, Stefan Schneider, Nadine Neven Raihani und etlichen anderen zu einem abendfüllenden Werk – „in XXL, mit willig-polystilistisch klangauftrumpfendem Orchester und Damenchor  unter der nimmermüden Leitung der eisern das lustvolle Durcheinander zusammenhaltenden Marit Strindlund“ – umgestaltet. Diese Produktion wurde von den Wiener Festwochen, an das Württembergische Staatstheater Stuttgart, an die Volksbühne am Rosa-Luxemburg-Platz in Berlin sowie zu Festivals in Belgien und den Niederlanden eingeladen. In Schwerin bestand eine Altersbeschränkung ab 18 Jahren, ebenso in Stuttgart. Der Wiener Theologe Jan-Heiner Tück warf dem Stück „auftrumpfende Einfallslosigkeit“ vor, während Egbert Tholl es als „überbordendes Fest“ erlebte, bei dem Holzinger „alle Aspekte des (katholischen) Glaubens“ „mit überlegenem Wissen seziert“ habe. Mit dem Stück SANCTA war Florentina Holzinger 2025 Gast des 62. Berliner Theatertreffens. Vom Kunstmagazin Monopol wurde sie zur einflussreichsten Künstlerin des Jahres 2024 gekürt.
2024 spielte sie die Hauptrolle im Film Mond, einem österreichischen Thriller von Kurdwin Ayub. Premiere war am 11. August 2024 am Locarno Film Festival, wo die Produktion in den Wettbewerb um den Goldenen Leoparden eingeladen wurde.  Im Jänner 2025 wurde Holzinger ausgewählt, Österreich bei der Biennale di Venezia 2026 zu vertreten.

## Projekte
- Silk, 2011
- (mit Vincent Riebeek): Kein Applaus für Scheiße, 2011
- (mit Vincent Riebeek): Spirit, 2012
- (mit Vincent Riebeek): Wellness, 2013
- Agon, 2014
- Recovery, 2014[20][21]
- (mit Vincent Riebeek): Schönheitsabend. Tänze des Lasters, des Grauens und der Ekstase, 2015
- Apollon, 2017[22]
- Tanz. Eine sylphidische Träumerei in Stunts, 2019[23]
- Étude for an Emergency. Composition for Ten Bodies and a Car, Münchner Kammerspiele, 2020[24]
- A Divine Comedy, Ruhrtriennale, 2021[25]
- Ophelia's Got Talent, Volksbühne am Rosa-Luxemburg-Platz, 2022[26][27]
- Schrott-Etüde (Scrap-Etude): An Etude for Extinction, 2023[28]
- SANCTA, Mecklenburgisches Staatstheater, 2024[29]
- A Year Without Summer, Volksbühne am Rosa-Luxemburg-Platz, Berlin, 2025[30][31]

## Auszeichnungen
- 2012: Prix Jardin d'Europe für die Produktion Silk[32]
- 2020: Inszenierung des Jahres in der Kritikerumfrage der Zeitschrift Theater heute für ihr Projekt Tanz. Eine sylphidische Träumerei in Stunts[33]
- 2020: Outstanding Artist Award für Performance[34]
- 2020: Auszeichnung mit dem Nestroypreis in der Kategorie Beste Regie für  TANZ. Eine sylphidische Träumerei in Stunts[35][36]
- 2020: Einladung zum Berliner Theatertreffen für TANZ. Eine sylphidische Träumerei in Stunts[37]
- 2023: Einladung zum Berliner Theatertreffen für Ophelia's Got Talent
- 2023: Österreichischer Musiktheaterpreis – Sonderpreis Tanz[38]
- 2023: Deutscher Theaterpreis Der Faust in der Kategorie Inszenierung Tanz für Ophelia’s got Talent an der Volksbühne Berlin[39]
- 2024: Künstlerin des Jahres[40]
- 2025: Einladung zum Berliner Theatertreffen für SANCTA[41]

## Filmografie
- 2024: Mond